# Katedra w Castelsardo
Katedra pw. św. Antoniego Pustelnika (wł. Cattedrale di Sant'Antonio Abate) – dawna katedra średniowiecznej diecezji Ampurias. Po reformie administracji kościelnej na Sardynii z 1986 roku katedra uzyskała tytuł Konkatedry Diecezji Tempio-Ampurias.

## Historia
Wybudowana w XV w. w miejscu dawnej świątyni romańskiej. Pierwotnie służyła jako kościół parafialny, a od roku 1503 stała się katedrą dla diecezji Ampurias. W związku z tym zaszła konieczność rozbudowy istniejącego kościoła. Miało to miejsce w II połowie XVI wieku. Powtórna konsekracja i oficjalne nadanie kościołowi tyłu katedry miały miejsce w roku 1622. W wyniku przebudowy pierwotny gotycki kościół w znacznym stopniu przebudowano w stylu renesansowym, a następnie w wieku XVII–XVII został wyposażony w barokowe ołtarze w kaplicach bocznych. Wyposażenie wnętrz ukończono w roku 1810 wraz z poświęceniem ołtarza głównego.

## Opis obiektu
Kościół jest położony na wysokiej skarpie kilkadziesiąt metrów od morza. Dominującym elementem w zewnętrznym wyglądzie katedry jest wolnostojąca dzwonnica (wł. campanile) zwięczona małą kopułą, która jest pokryta kolorową, ceramiczną dachówką. Pierwotnie nie planowano budowy dzwonnicy. Na ten cel została zaadaptowana wieża, która spełniała rolę latarni morskiej i zarazem wieży obronnej w systemie warownym miasta.
Kościół jest jednonawowy, wybudowany na planie krzyża łacińskiego, którego ramię przecina nawę główną stając się w ten sposób transeptem. Nawa główna, do której przylega wieniec kaplic bocznych po obu stronach, jest zamknięta podwyższonym prezbiterium ozdobionym marmurową balustradą. Sklepienie nawy jest kolebkowe, natomiast w transepcie i prezbiterium zachowało się gotyckie sklepienie krzyżowe. Marmurowy ołtarz główny został wybudowany w 1810 roku i posiada cechy architektury klasycystycznej. Centralnym elementem ołtarza jest obraz „Matki Bożej z Dzieciątkiem Jezus”, który początkowo stanowił część XV-wiecznego ołtarza wykonanego przez nieznanego z imienia artysty, któremu nadano przydomek Mistrz z Castelsardo (wł. Maestro di Castelsardo). Pod prezbiterium znajduje się krypta, która obecnie pełni funkcję Muzeum Katedralnego. Nad wejściem głównym znajduje się chór z organami piszczałkowymi z XVII w.

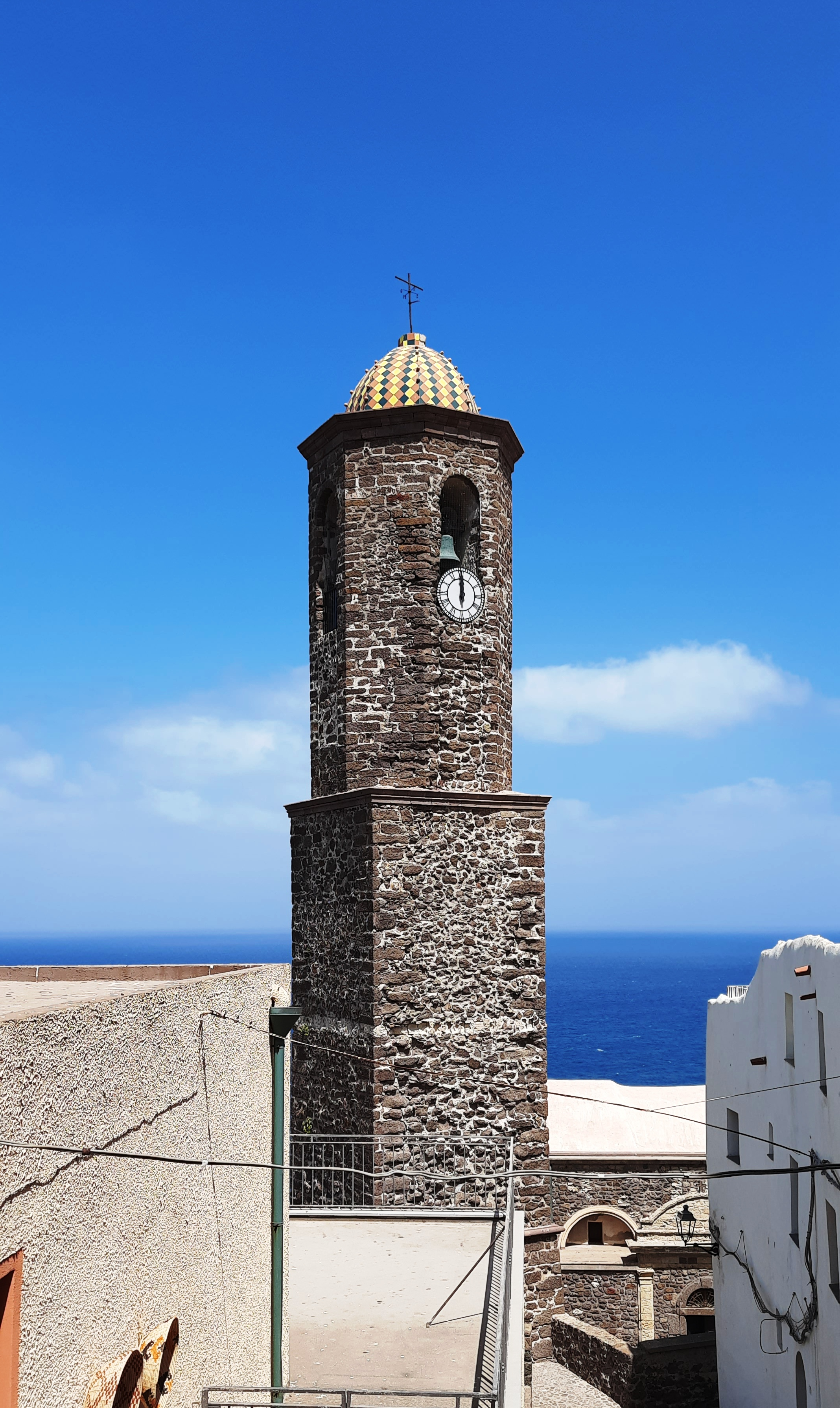
Dzwonnica
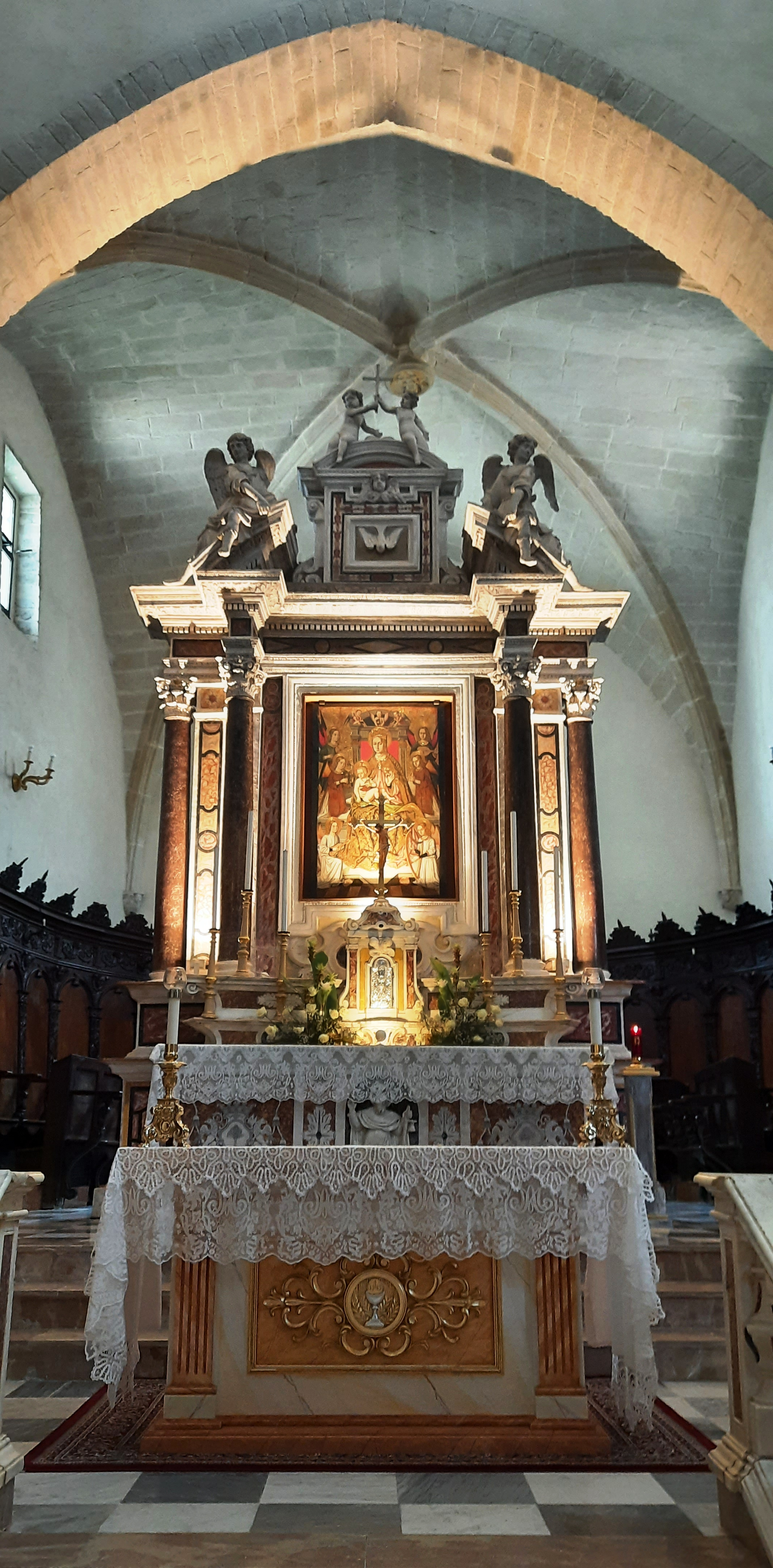
Ołtarz główny
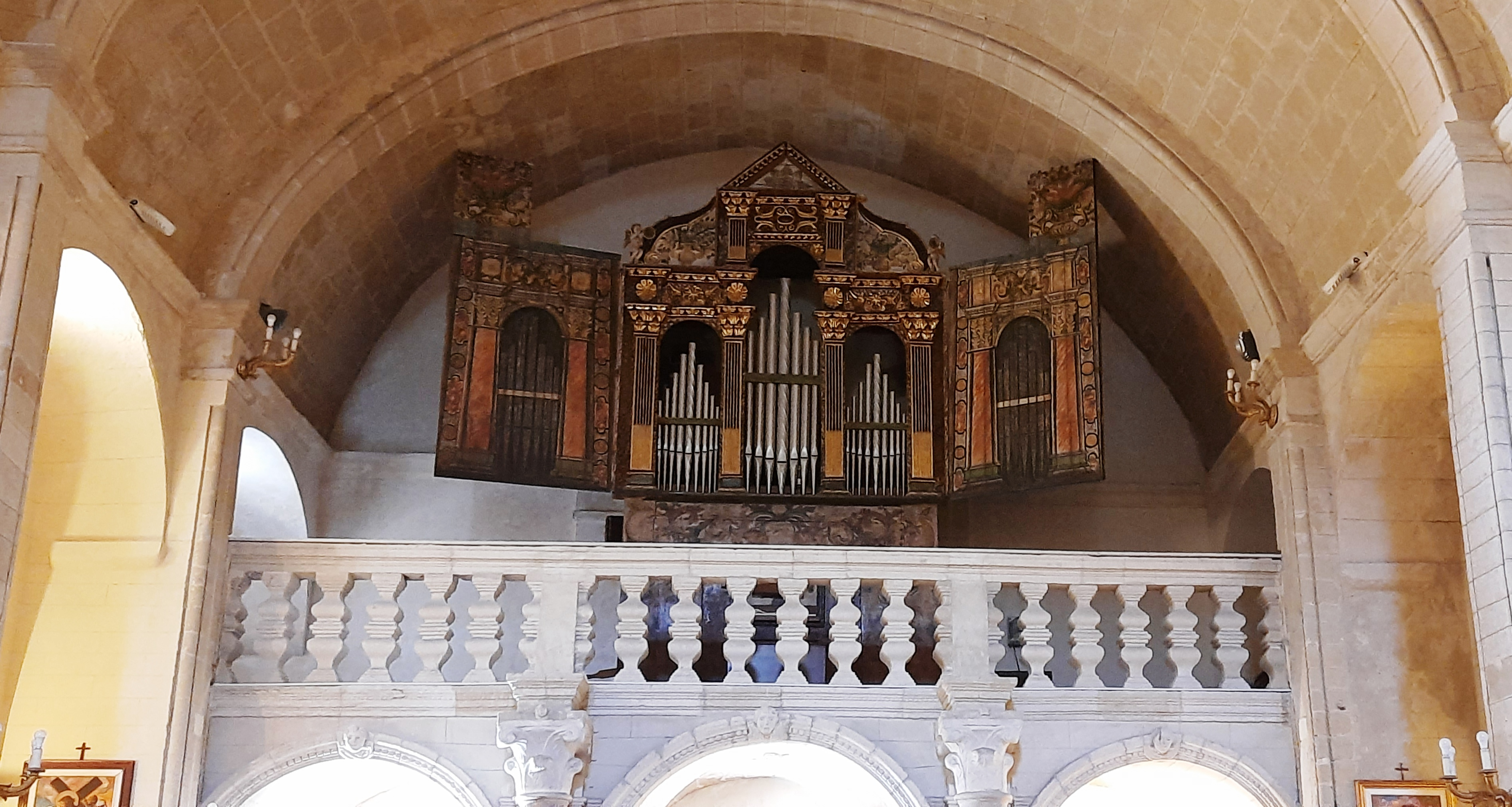
Chór z barokowymi organami